# فنوتیازین
فنوتیازین (به انگلیسی: Phenothiazine) با فرمول شیمیایی C۱۲H۹NS یک ترکیب شیمیایی است. که جرم مولی آن ۱۹۹٫۲۷ g/mol می‌باشد. این ترکیب شیمیایی بعنوان یک داروی ضد روانپریشی نسل اول قدرتمند سالهاست که با نام تجاری اصیل لارگاکتیل ساخته شده و دهه هاست مورد تحقیقات گسترده‌ای نیز قرار گرفته است. این دارو ده برابر از اولین داروی آنتی سایکوتیک یعنی کلرپرومازین قوی تر است.(میل به انسداد گیرنده D2 دوپامینی دارد.)